# Misspent Youth
Misspent Youth è il quarto album degli Shy, pubblicato nel 1989 per l'Etichetta discografica MCA Records.

## Tracce
1. Give it All You Got
2. Burnin' Up
3. Pub
4. Money
5. After the Love is Gone
6. Never Trust a Stranger
7. Broken Heart
8. Shake the Nations
9. When You Need Someone
10. Love on the Line
11. Make My Day
12. Encore

## Formazione
- Tony Mills - voce
- Steve Harris - chitarra
- Roy Davis - basso
- Alan Kelly - batteria
- Paddy McKenna - tastiere